# Francisco Fábregas
Francisco Fábregas Boch (Barcelona, 1 de julho de 1949) é um ex-jogador de hóquei sobre a grama espanhol que atuou pela seleção de seu país. Fábregas disputou quatro Jogos Olímpicos, entre 1968 e 1980, conquistando uma medalha de prata nas Olimpíadas de Moscou de 1980.